# محوطه گورستان کهنه
محوطه قبرستان کهنه مربوط به دوران‌های تاریخی پس از اسلام است و در شهرستان تاکستان، بخش ضیاء آباد، روستای ورکه رود واقع شده و این اثر در تاریخ ۲۵ خرداد ۱۳۸۱ با شمارهٔ ثبت ۵۷۰۷ به‌عنوان یکی از آثار ملی ایران به ثبت رسیده است.